# میدلتاوون (اوهایو)
میدلتاوون(به انگلیسی: Middletown) شهری در ایالت اوهایو کشور ایالات متحده آمریکا است که جمعیت آن در سرشماری سال ۲۰۱۰ میلادی، ۴۸٬۶۹۴ نفر بوده‌است.